# Classe Mirna
La classe Mirna (dénommée aussi Type 171) est une classe de 11 patrouilleurs côtiers 
construits pour la marine militaire yougoslave (en serbo-croate : Jugoslavenska ratna mornarica-JRM) par le chantier naval de Kraljevica en Croatie.
Quatre unités font encore partie de la marine militaire croate pour le service de la garde côtière croate. Leurs tâches principales comprennent la protection de la zone économique exclusive et la mission de recherche et sauvetage.

## Historique
Après le déclenchement de la guerre d'indépendance croate, deux bateaux furent endommagés puis capturés par les forces croates, tandis que deux autres ont été capturés au chantier naval de Šibenik pendant la bataille des casernes. Les quatre navires ont été mis en service dans la marine militaire croate et sont encore en service actif dans la Garde côtière croate. Les sept bateaux restants ont été transférés aux Bouches de Kotor où ils sont devenus membres de la marine de l'Armée de Yougoslavie en 1992. Tous les sept ont été mis hors service au début des années 2000 : deux ont été remis au ministère de l'Intérieur puis mis au rebut en 2012 après avoir vu peu de service, tandis que les cinq autres ont été vendus à des propriétaires civils.

## Unités
| Nom         | N° coque | Photo | Lancement | Remarque |
| ----------- | -------- | ----- | --------- | --- |
| Biokovo     | PČ-171   |       | 1980      | Capturé par la marine croate. En utilisation opérationnelle comme OB-01 Novigrad à la base navale de Lora à Split |
| Pohorje     | PČ-172   |       | 1981      | Vendu à un propriétaire privé                                                                                     |
| Koprivnik   | PČ-173   |       | 1981      | Vendu à un propriétaire privé                                                                                     |
| Učka        | PČ-174   |       | 1982      | Vendu pour rebut en 2012                                                                                          |
| Grmeč       | PČ-175   |       | 1982      | Vendu à un propriétaire privé                                                                                     |
| Mukos       | PČ-176   |       | 1983      | Capturé par la marine croate. En utilisation opérationnelle comme OB-02 Šolta                                     |
| Fruška Gora | PČ-177   |       | 1983      | Vendu à un propriétaire privé                                                                                     |
| Kosmaj      | PČ-178   |       | 1983      | Vendu pour rebut en 2012                                                                                          |
| Zelengora   | PČ-179   |       | 1983      | Vendu à un propriétaire privé                                                                                     |
| Cer         | PČ-180   |       | 1984      | Capturé par la marine croate. En utilisation opérationnelle comme OB-03 Cavtat                                    |
| Durmitor    | PČ-181   |       | 1985      | Capturé par la marine croate. En utilisation opérationnelle comme OB-03 Hrvatska Kostajnica                       |

## Galerie

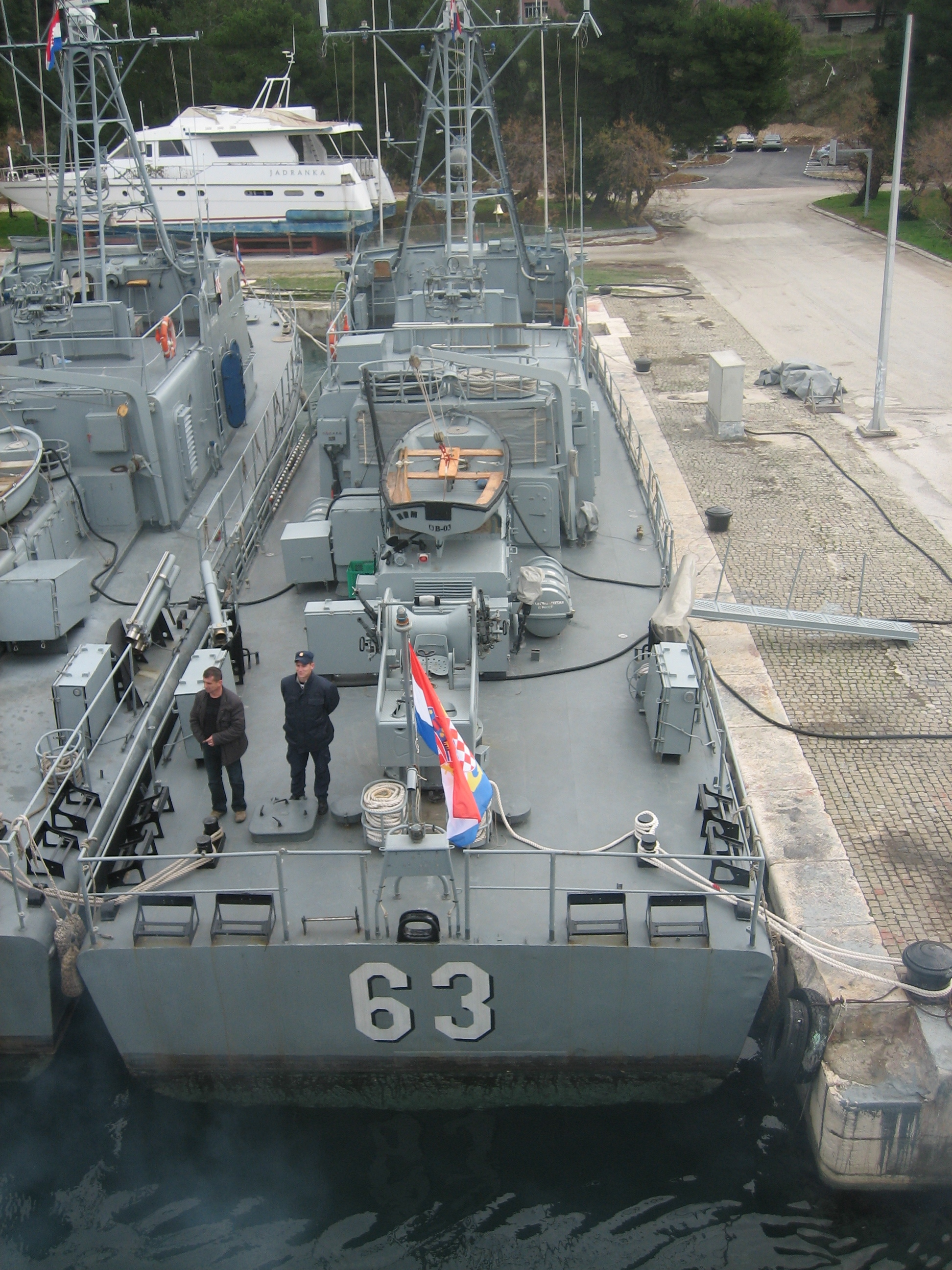
OB-03 Cavtat
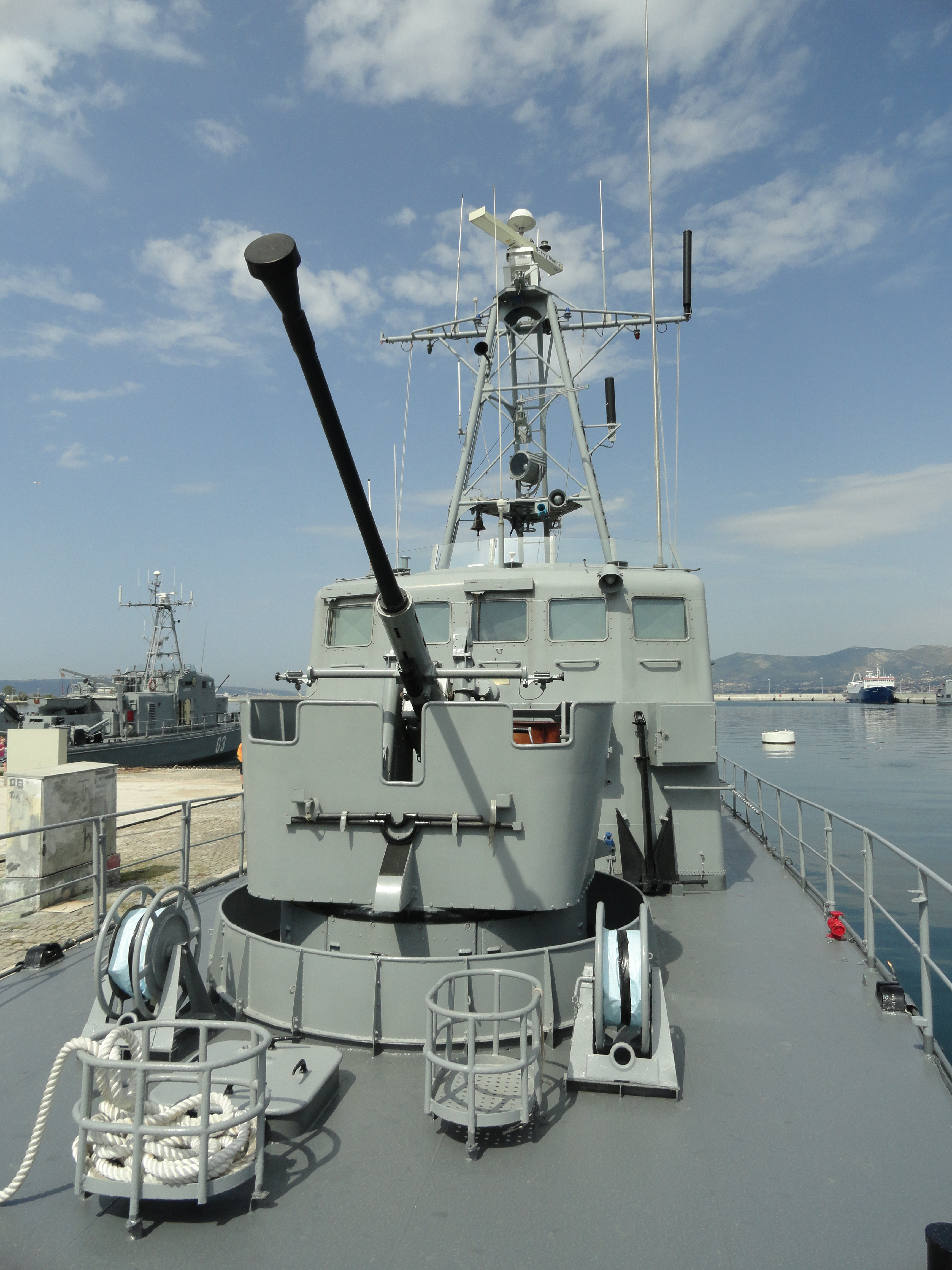
Canon Bofors 40mm
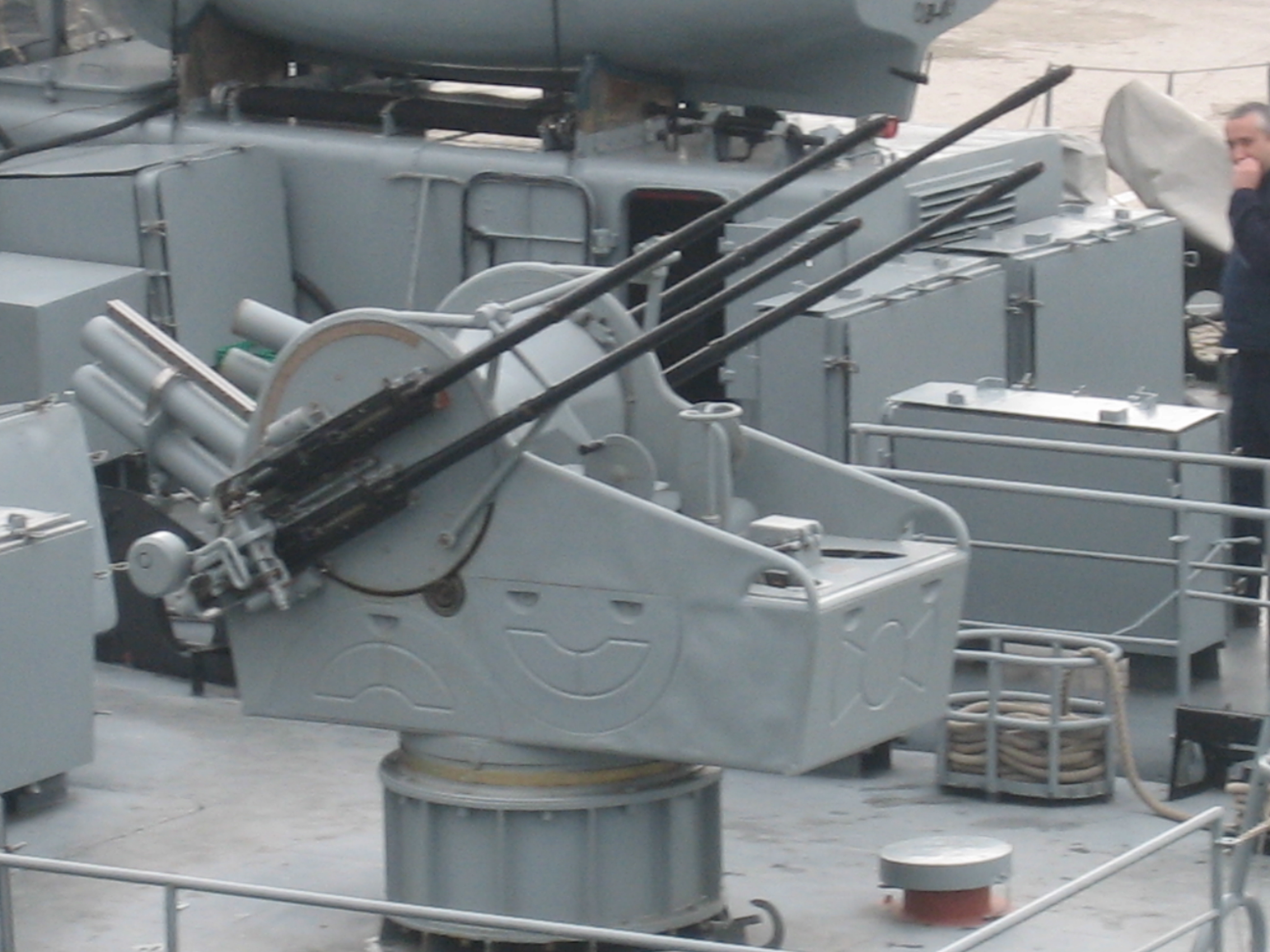
Canon M71 4x20mm